# Cam Gigandet
Cameron Joslin „Cam” Gigandet (Tacoma, Washington, 1982. augusztus 16.–) amerikai színész. 
Az Alkonyat és a Sose hátrálj meg című 2008-as filmekkel vált ismertté. Feltűnt a Pandorum (2009) és A pap – Háború a vámpírok ellen (2011) című horrorfilmekben is.
Fontosabb televíziós szerepei voltak a Végzetes bizonyíték és a Hajsza a gyémántok nyomában című sorozatokban.

## Fiatalkora és tanulmányai
Tacomában született Jay és Kim Gigandet gyermekeként. Édesapja egy népszerű étteremlánc alapítója. Húga, Kelsie híres fodrász. A középiskolai focicsapatban hátvéd volt. Az Auburn Senior High Scoolban, Washingtonban érettségizett le 2001-ben, ezután Kaliforniába költözött, ahol felvételt nyert a Santa Monica-i állami főiskolára. Itt kezdett el színészetet tanulni.

## Pályafutása
Filmes karrierjét a CSI: A helyszínelők epizódszerepével kezdte. Röviddel ezután öt epizódban szerepelt a Nyughatatlan fiatalok című szappanoperában 2005-ben, majd a Jack és Bobby című sorozatban tűnt fel. A mozifilmekhez vezető útját A narancsvidék című drámasorozat nyitotta meg számára. Ebben Kevin Volchokot, a lázadó, vagány szörföst játszotta. A harmadik évadtól rendszeres szereplővé vált a szériában. A kritikusok szerint a sorozat remek kitörési lehetőséggel járt számára.
2007 augusztusában beválogatták a Sose hátrálj meg című filmbe Sean Faris mellé: az alattomos, gazdag gimnazistát, Ryan McCarthyt játssza, aki illegális küzdősport-versenyeken méri össze erejét vetélytársaival. A filmet 2008-ban mutatták be. Habár a mozit javarészt negatív kritikákkal illeték, Gigandet és Faris a 2008-as MTV Movie Awards-on átvehették a legjobb harci jelenetért járó díjat. Gigandet fekete öves harcművész. Évek óta űzi az izraeli hadseregben is használatos pusztakezes küzdősportot, a krav magát.
2007 decemberében szerepet kapott a világszerte hatalmas sikert arató vámpír-regénysorozat, az Alkonyat vászonra vitt változatában, ami erőt adva a vámpírkultusz feléledésének fiatalok millióit vonzotta be a mozikba és teremtett új divatot. Habár Gigandet csak a sorozat első részében szerepelt, sokan felfigyeltek rá. Karaktere harca a férfi főszereplőt játszó Robert Pattinsonnal egy újabb MTV Movie Avards-díjat érdemelt ki, szintén a Legjobb harc kategóriában, 2009-ben. Ebben az évben írt alá A túlvilág szülötte című horrorra, a főhős szerelmének szerepére.
2010-ben a Könnyű nőcske című vígjátékban tűnt fel, ahol egy 22 éves gimnazista fiút alakít. Még ugyanebben az évben Adrien Brody oldalán láthattuk Kísérlet című remakeben. A 2010-es, Golden Globe-díjat is nyert Dívában a főhősnő szerelmét, Jacket formálja meg. A zenés drámában olyan sztárok működtek közre, mint Cher, Stanley Tucci és Christina Aguilera. 2011-ben Nicole Kidman és Nicolas Cage partnere a Túszjátszma című pszicho-thrillerben, majd Paul Bettany oldalán játszott A pap – Háború a vámpírok ellen című 3D-s akció-horrorban.

## Magánélete
Gigandet és barátnője, Dominique Geisendorff lánya 2009. április 14-én született. Egy 2011-ben készült interjúban kedvesét a feleségeként említette.

## Filmográfia

### Film
| Év   | Magyar cím                      | Eredeti cím            | Szerep                       | Magyar hang    |
| ---- | ------------------------------- | ---------------------- | ---------------------------- | -------------- |
| 2004 |                                 | Mistaken (rövidfilm)   | Joe                          |                |
| 2007 |                                 | Who's Your Caddy?      | Mick                         |                |
| 2008 | Sose hátrálj meg                | Never Back Down        | Ryan McCarthy                | Joó Gábor      |
| 2008 | Sose hátrálj meg                | Never Back Down        | Ryan McCarthy                | Kossuth Gábor  |
| 2008 | Amerikai rémálom                | American Crude         | Kip Adams                    | Hamvas Dániel  |
| 2008 | Alkonyat                        | Twilight               | James Witherdale             | Kovács Lehel   |
| 2009 | A túlvilág szülötte             | The Unborn             | Mark                         | Hamvas Dániel  |
| 2009 | Pandorum                        | Pandorum               | Gallo                        | Hamvas Dániel  |
| 2010 | Könnyű nőcske                   | Easy A                 | Micah                        | Molnár Levente |
| 2010 | Díva                            | Burlesque              | Jack Miller                  | Kovács Lehel   |
| 2010 | A kísérlet                      | The Experiment         | Chase                        | Csőre Gábor    |
| 2010 |                                 | Five Star Day          | Jake Gibson                  |                |
| 2011 | A szobatárs                     | The Roommate           | Stephen Morterelli           | Szabó Máté     |
| 2011 | A pap – Háború a vámpírok ellen | Priest                 | Hick                         | Szabó Máté     |
| 2011 | Túszjátszma                     | Trespass               | Jonah Collins                | Szabó Máté     |
| 2012 |                                 | Making Change          | Bishop                       |                |
| 2013 |                                 | Plush                  | Carter                       |                |
| 2013 |                                 | Free Ride              | Ray                          |                |
| 2014 | Kerozin cowboyok                | Red Sky                | Butch Masters                | Szabó Máté     |
| 2014 |                                 | Bad Johnson            | Rich Johnson                 |                |
| 2014 | Kontroll nélkül                 | In the Blood           | Derek Grant                  | Joó Gábor      |
| 2014 | Fuss a jövődért                 | 4 Minute Mile          | Wes Jacobs                   | Géczi Zoltán   |
| 2016 | A hét mesterlövész              | The Magnificent Seven  | McCann                       | Dévai Balázs   |
| 2016 |                                 | Broken Vows            | Michael                      |                |
| 2017 |                                 | Black Site Delta       | Jake                         |                |
| 2017 | Árnyékhatás                     | The Shadow Effect      | Gabriel Howarth              | Varga Gábor    |
| 2019 | Hasonulás                       | Assimilate             | Josh Haywood seriffhelyettes | Moser Károly   |
| 2020 | Veszélyes hazugságok            | Dangerous Lies         | Mickey Hayden                |                |
| 2021 | Bűntudat nélkül                 | Without Remorse        | Keith Webb                   |                |
| 2021 |                                 | Last Shoot Out         | Sid                          |                |
| 2022 | Vérapó                          | Violent Night          | Morgan Steel                 | Szabó Máté     |
| 2022 |                                 | 9 Bullets              | Tommy                        |                |
| 2022 |                                 | Blowback               | Nick                         |                |
| 2022 |                                 | Black Warrant          | Anthony                      |                |
| 2023 |                                 | Righteous Thieves      | Bruno                        |                |
| 2023 |                                 | Two Sinners and a Mule | Elden Gallup                 |                |
| 2023 |                                 | Shrapnel               | Max Vohden                   |                |
| 2023 |                                 | Til Death Do Us Part   | vőfély                       |                |
| 2024 |                                 | Outlaw Posse           | Caprice                      |                |
| 2024 |                                 | Mafia Wars             | Griff                        |                |
| 2025 | A szerelem fáj                  | Love Hurts             | Renny Merlow                 | Orosz Ákos     |

### Televízió

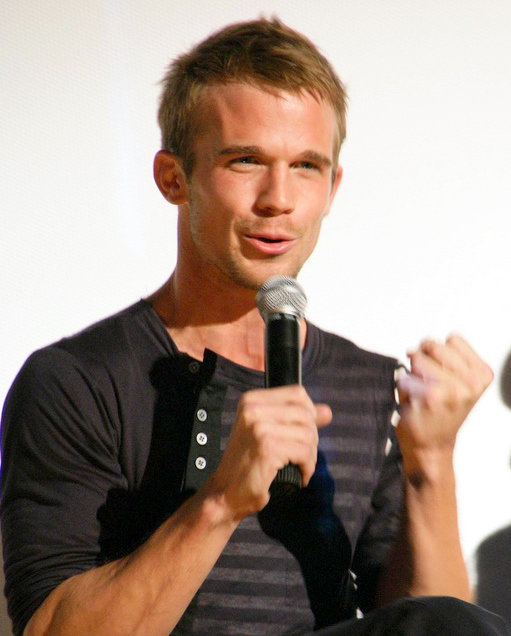
2008 októberében

| Év        | Magyar cím                          | Eredeti cím                                | Szerep           | Megjegyzések                                             |
| --------- | ----------------------------------- | ------------------------------------------ | ---------------- | -------------------------------------------------------- |
| 2003      | CSI: A helyszínelők                 | CSI: Crime Scene Investigation             | Mark Young       | 1 epizód                                                 |
| 2004      | Nyughatatlan fiatalok               | The Young and the Restless                 | Daniel Romalotti | 7 epizód                                                 |
| 2005      | Jack és Bobby                       | Jack & Bobby                               | Randy Bongard    | 5 epizód                                                 |
| 2005–2006 | A narancsvidék                      | The O.C.                                   | Kevin Volchok    | visszatérő szereplő (15 epizód)                          |
| 2012      | Geronimo hadművelet                 | Seal Team Six: The Raid on Osama Bin Laden | Stunner          | - tévéfilm - magyar hangja: - Fenyő Iván                 |
| 2012      |                                     | The Tin Star                               | Jake Flynn       | tévéfilm                                                 |
| 2014      | Végzetes bizonyíték                 | Reckless                                   | Roy Rayder       | főszereplő (13 epizód)                                   |
| 2014      |                                     | Day One                                    | Cam              | minisorozat                                              |
| 2015      | A sunyi kamera                      | Nanny Cam                                  | Mark Kessler     | - tévéfilm - magyar hangja:[forrás?] - Varga Gábor       |
| 2016–2018 | Hajsza a gyémántok nyomában (Brill) | Ice                                        | Jake Green       | - főszereplő (20 epizód) - magyar hangja: - Moser Károly |